# 月組 (宝塚歌劇)
月組（つきぐみ、英称：Moon troupe）は、宝塚歌劇団第2番目の組。イメージカラーは黄色。組長は梨花ますみ、副組長は白雪さち花。

## 組の特色
1921年に公演数と生徒の増加によって花組と2つに分かれて誕生。組名称は『雪月花』にちなんで名づけられた。その際、第一部を『花組』、第二部を『月組』としたことから、2番目の組とされている。
特に芝居に強いトップスターや助演者を多く輩出しており(かつては「芝居の月組」とよばれていたこともある。)、専科で活動中の月組出身者や、退団後女優として活動する者も多い。また、『ベルサイユのばら』『風と共に去りぬ』など、今日の宝塚歌劇を代表する作品が初演された組でもある。

## 組の体制
- トップスター：鳳月杏（2024年7月8日 - ）
- トップ娘役：天紫珠李（2024年7月8日 - ）

## 在籍中の月組生徒一覧

### 男役
- 鳳月杏
- 夢奈瑠音
- 佳城葵
- 英かおと
- 風間柚乃
- 礼華はる
- 甲海夏帆
- 彩海せら
- 柊木絢斗
- 大楠てら
- 瑠皇りあ
- 彩路ゆりか
- 爽悠季
- 毬矢ソナタ
- 真弘蓮
- 月乃だい亜
- 七城雅
- 槙照斗
- 遥稀れお
- 和真あさ乃
- 涼宮蘭奈
- 澪あゆと
- 綺乃ゆず
- 大瀬いぶき
- 天つ風朱李
- 美颯りひと
- 相星旬
- 雅耀
- 穂波舞咲
- 桜之真緒
- 翔ゆり愛
- 飛翔れいや
- 日向みなき
- 央河希涼
- 碧月光
- 陽悠はれ
- 希瀬旭
- 光桜紀
- 也乃英心

### 娘役
- 梨花ますみ
- 白雪さち花
- 彩みちる
- 桃歌雪
- 妃純凛
- 天紫珠李
- 天愛るりあ
- 菜々野あり
- 白河りり
- 羽音みか
- 咲彩いちご
- 美海そら
- 静音ほたる
- 朝香ゆらら
- 奏羽美緒
- 一乃凜
- 花妃舞音
- 蘭叶みり
- 澪花えりさ
- 華羽りみ
- 愛梛ちとせ
- 美渦せいか
- 彩姫みみ
- 星丘しずく
- 八重ひめか
- 乃々れいあ
- 帆華なつ海
- 朱鷺あおい
- 梨乃すずらん
- 陽稀はる
- 薫乃咲月
- 百詠心春

## 歴代トップスター
- 天津乙女[1]（1928年 - 1933年月組組長、1980年在団のまま死去）
- 門田芦子[1]（1933年月組組長、1933年 - 1937年星組組長、1938年退団）
- 小夜福子[1]（1939年からは月組組長も兼任、1942年退団）
- 佐保美代子[1]（1944年退団）
- 久慈あさみ[1]（1950年退団）
- 南悠子[1]（1971年退団）
- 故里明美[1]（1959年退団）
- 藤里美保[1]（1964年退団）
- 内重のぼる[1]（1967年退団）
- 古城都[1]（1967年5月31日?[注釈 1] - 1973年11月29日?）
- 大滝子（1973年11月30日?[注釈 2] - 1975年1月30日は榛名と二人体制、1975年1月31日 - 1976年6月22日は単独）
- 榛名由梨（1973年11月30日?[注釈 2] - 1975年1月30日は大と二人体制、1976年6月23日 - 1982年7月31日は単独体制〈1979年に副組長を兼任〉、1982年8月1日専科へ組替)
- 大地真央（1982年8月1日 - 1985年9月1日）
- 剣幸（1985年9月2日 - 1990年12月26日）
- 涼風真世（1990年12月27日 - 1993年7月31日）
- 天海祐希（1993年8月1日 - 1995年12月26日）
- 久世星佳（1995年12月27日 - 1997年4月30日）
- 真琴つばさ（1997年5月1日 - 2001年7月2日）
- 紫吹淳（2001年7月3日 - 2004年3月21日）
- 彩輝直（2004年3月22日 - 2005年5月22日）
- 瀬奈じゅん（2005年5月23日 - 2009年12月27日）
- 霧矢大夢（2009年12月28日 - 2012年4月22日）
- 龍真咲（2012年4月23日 - 2016年9月4日）
- 珠城りょう（2016年9月5日 - 2021年8月15日）
- 月城かなと（2021年8月16日 - 2024年7月7日）
- 鳳月杏（2024年7月8日 - ）

## 歴代トップ娘役
- 住江岸子（1926年退団）
- 若菜君子（1926年退団）[注釈 3]
- 笹原いな子（1929年退団）
- 有明月子（1940年退団）
- 雲野かよ子（1942年退団）
- 勿来なほ子（1935年退団）
- 轟夕起子（1937年退団）
- 浦島歌女（1957年退団）
- 淡島千景（1947年 - 1950年の月組公演主演は主に淡島、1950年退団）
  - その後は筑紫まり、加茂さくららが主演した公演もあったがしばらく固定せず。
- 八汐路まり（? - 1970年）
- 初風諄（1970年12月31日? - 1976年8月31日）[2]
- 小松美保（1976年9月1日 - 1980年4月30日）
- 五條愛川（1980年5月1日 - 1982年7月31日）
- 黒木瞳（1982年8月1日 - 1985年9月1日）
- こだま愛（1985年9月2日 - 1990年12月26日）
- 麻乃佳世（1990年12月27日 - 1995年12月26日）
- 風花舞（1995年12月27日 - 1999年2月7日）
- 檀れい（1999年2月8日 - 2001年7月2日、その後専科へ）
- 映美くらら（2001年7月3日 - 2004年10月10日）
  - 固定スター不在（2004年10月11日 - 2005年5月22日）
- 彩乃かなみ（2005年5月23日 - 2008年7月6日）
  - 固定スター不在（2008年7月7日 - 2009年12月27日）
- 蒼乃夕妃（2009年12月28日 - 2012年4月22日）
- 愛希れいか（2012年4月23日 - 2018年11月18日）
- 美園さくら（2018年11月19日 - 2021年8月15日）
- 海乃美月（2021年8月16日 - 2024年7月7日）
- 天紫珠李（2024年7月8日 - ）

## 歴代組長
- 初瀬音羽子（? - 1928年）[3]
- 天津乙女（1928 - 1933年）[3]
- 門田芦子（? - 1933年）[3]
- 小夜福子（1933 - 1941年）[3]
- 佐保美代子（1941 - 1944年）[3]
- 室町良子（1944 - 1950年）[3]
- 美吉左久子（1950 - 1951年）[3]
- 畷克美（1951 - 1952年）[3]
- 故里明美（1952 - 1953年）[3]
- 沖ゆき子（1953 - 1963年）[3]
- 美山しぐれ（1963 - 1976年）[3]
- 水代玉藻（1976 - 1983年）[3]
- 麻月鞠緒（1983 - 1986年）[3]
- 朝みち子（1986 - 1990年）[3]
- 汝鳥伶（1990 - 1993年）[3]
- 邦なつき（1993 - 1996年）[3]
- 汝鳥伶（1996 - 1997年）[3]
- 立ともみ（1997 - 2002年）[3]
- 夏河ゆら（2002 - 2006年）[3]
- 出雲綾（2006 - 2008年）[3]
- 越乃リュウ（2008 - 2013年）[3]
- 飛鳥裕（2013 - 2016年）[3]
- 憧花ゆりの（2016 - 2018年）
- 光月るう（2018年 - 2023年）
- 梨花ますみ（2023年 - ）

## 歴代副組長
- 山部志賀子（1946年）[4]
- 野花千代（1947年）[4]
- 天城月江（1948 - 1949年）[4]
- 沖ゆき子（1950年）[4]
- 葦城まこと（1951年）[4]
- 朝倉道子（1952年）[4]
- 畷克美（1953 - 1957年）[4]
- 清川はやみ（1958 - 1959年）[4]
- 睦千賀（1960 - 1962年）[4]
- 恵さかえ（1963 - 1966年）[4]
- 恵さかえ・岬ありさ（1967 - 1974年）[4]
- 岬ありさ・小柳日鶴（1975年）[4]
- 葉山三千子（1976 - 1978年）[4]
- 榛名由梨（1979 - 1981年）[4]
- 有明淳（1982 - 1985年）[4]
- 汝鳥伶（1986 - 1989年）[4]
- 京三紗（1990年）[4]
- 葵美哉（1991 - 1995年）[4]
- 梨花ますみ（1996 - 1999年）[4]
- 夏河ゆら（2000 - 2001年）[4]
- 光樹すばる（2002 - 2004年）[4]
- 嘉月絵理（2005 - 2006年）[4]
- 越乃リュウ（2007年）[4]
- 花瀬みずか（2008 - 2012年）[4]
- 憧花ゆりの（2013 - 2016年）
- 綾月せり（2016 - 2018年）
- 光月るう（2018年）
- 夏月都（2018 - 2022年）
- 白雪さち花（2022年 - ）

## 月組出身のトップ

### 月組出身のトップスター
- 寿美花代（元星組トップスター、1963年退団）
- 那智わたる（元星組トップスター、1968年退団）
- 上月晃（元星組トップスター、1970年退団）
- 日向薫（元星組トップスター、1992年退団）
- 麻路さき（元星組トップスター、1998年退団）
- 大和悠河（元宙組トップスター、2009年退団）
- 水夏希（元雪組トップスター、2010年退団）
- 大空祐飛（元宙組トップスター、2012年退団）
- 春日野八千代（元劇団名誉理事、2012年在団中のまま死去）
- 北翔海莉（元星組トップスター、2016年退団）
- 明日海りお（元花組トップスター、2019年退団）
- 轟悠（元専科特別顧問、2021年退団）
- 朝美絢（雪組トップスター）
- 暁千星（星組トップスター）

### 月組在籍経験のあるトップスター
- 瀬戸内美八（元星組トップスター、1983年退団）※花組出身
- 順みつき（元花組トップスター、1983年退団）※雪組出身
- 姿月あさと（元宙組トップスター、2000年退団）※花組出身

### 月組出身のトップ娘役
- 竹生沙由里（元花組トップ娘役、1972年退団）
- 北原千琴（元花組トップ娘役、1979年退団）
- 千ほさち（元花組トップ娘役、1998年退団）
- 紫城るい（元宙組トップ娘役、2007年退団）
- 白羽ゆり（元雪組・星組トップ娘役、2009年退団）
- 蘭乃はな（元花組トップ娘役、2014年退団）
- 夢咲ねね（元星組トップ娘役、2015年退団）
- 咲妃みゆ（元雪組トップ娘役、2017年退団）
- 詩ちづる（星組トップ娘役）

### 月組在籍経験のあるトップ娘役
- 紫とも（元雪組トップ娘役、1994年退団）※雪組出身

## 月組出身のスター

### 月組出身の男役
- みさとけい（1981年退団）
- 郷真由加（1988年退団）
- 若央りさ（1995年退団）
- 真織由季（元星組男役、1996年退団）
- 成瀬こうき（元専科男役、2002年退団）
- 月船さらら（2005年退団）
- 樹里咲穂（元専科男役、2005年退団）
- 遼河はるひ（2009年退団）
- 真野すがた（元花組男役、2011年退団）
- 青樹泉（2012年退団）
- 煌月爽矢（2016年退団）
- 星条海斗（元専科男役、2018年退団）
- 宇月颯（2018年退団）
- 蓮つかさ（2023年退団）
- 紫門ゆりや（現花組男役）

### 月組在籍経験のある男役
- 世れんか（1980年在団中のまま死去）※雪組出身
- 尚すみれ（元雪組男役、1985年退団）※雪組出身
- 桐さと実（1989年退団）※雪組出身
- 汐風幸（元専科男役、2003年退団）※花組出身
- 汐美真帆（元星組男役、2004年退団）※雪組出身
- 初風緑（元専科男役、2005年退団）※花組出身
- 桐生園加（2011年退団）※花組出身
- 沙央くらま（元専科男役、2018年退団）※雪組出身
- 美弥るりか（2019年退団）※星組出身
- 凪七瑠海（現専科男役）※宙組出身

### 月組出身の娘役
- 朝丘雪路（1955年退団）
- 城月美穂（元雪組娘役、1981年退団）
- 条はるき（1985年退団）
- 春風ひとみ（1988年退団）
- 檀ひとみ（1988年退団）
- 仁科有理（元雪組娘役、1990年退団）
- 朝凪鈴（1991年退団）
- 梢真奈美（元花組娘役、1991年退団）
- 西條三恵（2000年退団）
- 叶千佳（元星組娘役、2004年退団）
- 城咲あい（2009年退団）
- 彩星りおん（2012年退団）
- 白華れみ（元星組娘役、2012年退団）
- 愛風ゆめ（2013年退団）
- 花陽みら（2016年退団）
- 紫乃小雪（2017年退団）
- 叶羽時（2019年退団）
- 結愛かれん（2023年退団）
- きよら羽龍（現宙組娘役）

### 月組在籍経験のある娘役
- 千紘れいか（2000年退団）※花組出身
- 羽桜しずく（2009年退団）※星組出身
- 早乙女わかば（2018年退団）※星組出身